# NGC 4190
NGC 4190 é uma galáxia irregular (Im/P) localizada na direcção da constelação de Canes Venatici. Possui uma declinação de +36° 38' 01" e uma ascensão recta de 12 horas, 13 minutos e 44,4 segundos.
A galáxia NGC 4190 foi descoberta em 1 de Maio de 1785 por William Herschel.